# Willy Padrutt
Willy Padrutt (* 26. Juli 1928 in Chur; † 31. Oktober 2022 ebenda, heimatberechtigt in Pagig) war ein Schweizer Jurist und Bundesanwalt.

## Leben
Der Sohn von Peter Padrutt und der Marie Luise Padrutt geb. Winnewisser studierte Rechtswissenschaft an den Universitäten Bern und Paris, promovierte und erwarb das Anwaltspatent. 1955 wurde er Gerichtsschreiber am Bündner Kantonsgericht. Von 1963 bis 1993 war er Staatsanwalt des Kantons Graubünden und nach der Demission Rudolf Gerbers von 1990 bis 1993 auch Schweizer Bundesanwalt. Unter Padrutt erfolgte die Neuorganisation der Behörde der Bundesanwaltschaft nach den Vorgaben des Berichts der Parlamentarischen Untersuchungskommission (EJPD) zur Fichenaffäre. Padrutt war massgeblich an der Vorbereitung des 1998 in Kraft getretenen Bundesgesetzes zur Wahrung der inneren Sicherheit beteiligt.
Padrutt war verheiratet mit Giovanna Dolores Padrutt-Ramoni (1937–2015), Tochter des Pierre Frédéric Ramoni.